# فام فان كويين
فام فان كويين (بالفيتنامية: Phạm Văn Quyến) (مواليد 29 أبريل 1984 في فيتنام) لاعب كرة قدم فيتنامي دولي يجيد اللعب في خط الهجوم . يلعب حاليا لصالح نادي سونغ لام نغهي أن الفيتنامي منذ سنة 2009 .

## روابط خارجية
- فام فان كويين على موقع قاعدة بيانات كرة القدم.إي يو (الإنجليزية)
- فام فان كويين على موقع ناشيونال فوتبول تيمز (الإنجليزية)
- فام فان كويين على موقع Soccerway.com (الإنجليزية)